# Фаррух-Сияр
Муин уд-Дин Мухаммед Фаррух-Сияр (Фаррухсияр, Фарухсияр, перс. معین الدین محمد فرخ سیر‎; 20 августа 1685 года, Аурангабад, Махараштра — 28 апреля 1719 года, Дели) — правитель, десятый падишах Империи Великих Моголов из династии Бабуридов, правивший в 1713—1719 годах.

## Биография
Родился 20 августа 1685 года в Аурангабаде. Отцом Фаррух-Сияра был сын падишаха Бахадур Шаха I Азим-уш-Шан, матерью — Сахиба Низван. Азим уш-Шан был субадаром Бенгалии, Бихара и Ориссы (1697—1712). 10 января 1713 года он разбил армию своего дяди Джахандар Шаха у Самугарха близ Агры и при поддержке «братьев Сейидов» — могущественных могольских военачальников, братьев Сейида Хасана Али Хана Барха (род. 1666) и Сейида Хасаина Али Хана Барха 11 января занимает трон империи Великих Моголов. В годы своего правление Фаррух-Сияр был фактически устранён от руководства государства, так как ответственные решения принимали братья Сейиды, оставив падишаху лишь внешний блеск и представительские функции. Находившийся в 32 километрах южнее Дели город был назван в его честь Фаррухнагар — здесь в годы правления Фаррух-Сияра были построены величественные Шеш-Махал и Соборная мечеть (Джама масджид).
В 1714 году фауджар Горагата и Дакки Ибрагим-хан отразил нападение матежника Янья Нараяга, поддержанного королём Бутана Друка Рабдже и закрепил за Могольской империей территорию Бихара. В начале 1715 года армия сикхов под предводительством Банда Сингха Бахадура вторглась в государство Великих Моголов, но была окружена и разбита под Гурдаспуром. Эта война продолжалась ещё 8 месяцев. 17 декабря 1715 года сикхи были окончательно разгромлены и сдались. Банда Сингх Бахадур и его приближённые были отправлены в Дели и в 1716 году по приказу Фаррух-Сияра казнены.
В 1717 году Фаррух-Сияр за ежегодную уплату 3 тысяч рупий выдал британской Ост-Индской компании фирман на право создания торговых факторий и беспошлинную торговлю в Бенгалии. В своей внешней политике он поддерживал отношения с Османской империей, обмениваясь письмами с её великим визирем Невшехирли Ибрагим-пашой.
У Фаррух-Сияра было две жены: Фахр-ун-Ниса (Гаухар-ун-Ниса) Бегум Сахиба, дочь аристократа из Кашмира Мир Мухаммеда Таки Хусайни из рода Мараши, и (с сентября 1715 года) Индира Канвар, дочь махараджи Джодхпура Аджита Сингха.
Фаррух-Сияр был свергнут с трона в результате дворцового заговора, организованного братьями Сайидами — Сайид Абдулла-ханом и Сайид Хуйсейн Али-ханом. Вначале его заключили в темницу и морили голодом. 28 февраля 1719 года бывший падишах был ослеплён, а в ночь с 27 на 28 апреля задушен. По выбору братьев Сейидов, следующим Великим Моголом стал двоюродный брат убитого, Рафи уд-Даула.